# Zygoneura maculipennis
Zygoneura maculipennis är en tvåvingeart som beskrevs av Frederick Askew Skuse 1890. Zygoneura maculipennis ingår i släktet Zygoneura och familjen sorgmyggor. Inga underarter finns listade i Catalogue of Life.